# الانتخابات البلدية القطرية 2015
أجريت الانتخابات البلدية للمجلس البلدي المركزي في قطر للمرة الخامسة في 13 مايو 2015. يتكون المجلس من 29 عضواً، يمثلون 29 دائرة إنتخابية تضم أكثر من (230) منطقة من مناطق دولة قطر، ويُنتخبون بالاقتراع السري المباشر كل أربع سنوات وفقاً لنظام يصدر به قانون. وشهدت هذه الجولة من الانتخابات دمج عدد من الدوائر الانتخابية الخالية من السكان وإضافة عدة دوائر انتخابية جديدة.

## نتائج الانتخابات
تشير النتائج النهائية إلى أن عدد الناخبين الذين أدلوا بأصواتهم بلغ 14670 ناخباً وبنسبة 69.8% من إجمالي عدد الناخبين المسجلين في الدوائر الانتخابية، وقد بلغ عدد الأعضاء الجدد الذين دخلوا المجلس 14 عضواً فيما احتفظ 15 عضواً بمقاعدهم السابقة. وقد تراوحت نسبة إقبال الناخبين في مختلف الدوائر الانتخابية بين 51% و87%. وكانت هذه زيادة ملحوظة عن نسبة مشاركة الناخبين في انتخابات عام 2011 التي بلغت 43%، حيث بلغ العدد الإجمالي للناخبين 735 21 ناخبًا، فيما بلغ العدد النهائي للمترشحين 109 مرشحًا، من ضمنهم خمس نساء فازت منهن اثنتين بعد فوزهما في دائرتيهما الانتخابيتين، ما يبشر باحتلال امرأتين لمقاعد في المجلس.

## الخلفية
وفقا لمسؤولين حكوميين، تقدم 136 شخصاً للترشح. وانسحب منهم 25 مرشحا من الانتخابات قبل بدء التصويت، بمن فيهم ثلاثة مرشحين انسحبوا في 12 أيار/مايو. وقد أجريت الانتخابات في 25 دائرة فقط حيث فاز ثلاثة أعضاء بالتزكية وبدون منافسة في ثلاث دوائر انتخابية وهي (1 و27 و28) من جانب مرشحين منفردين أُعلن فوزهم بالتزكية قبل يوم واحد من الإدلاء ببطاقات الاقتراع. وتنافس مرشحان في الدوائر الانتخابية رقم (4 و9 و21 و22 و24 و26). وعلى العكس من ذلك، فإن عدد من الدوائر الانتخابية وهي رقم (10 و11 و13 و18 و19 و20) كان التنافس فيها بواقع ستة مرشحين لكل منها.
ولم تترشح للانتخابات سوى خمس نساء. وأدى ذلك إلى تنشيط المناقشة بشأن إمكانية تحديد حصة للمرشحات.

## الفائزون في الانتخابات
| الدائرة | الدائرة              | المنتخب                            |
| ------- | -------------------- | ---------------------------------- |
| 1       | المرخية              | جاسم عبد الله جاسم المالكي         |
| 2       | الخليج الغربي        | سعيد راشد سعيد الهاجري             |
| 3       | مدينة خليفة الشمالية | حمد خالد خليفة الكبيسي             |
| 4       | مدينة خليفة الجنوبية | خالد عبدالله عيسى أحمد الهتمي      |
| 5       | مريخ                 | محمد سالم محمد المري               |
| 6       | العزيزية             | حمد خالد احمد محمد الغانم          |
| 7       | المنتزه              | عبدالله سعيد عبدالله خميس السليطي  |
| 8       | المطار القديم        | شيخة بنت يوسف حسن الجفيري          |
| 9       | الثمامة              | فاطمة أحمد خلفان الجهم الكواري     |
| 10      | المعمورة             | عبدالرحمن عبدالله محمد علي الخليفي |
| 11      | مسيمير               | عبدالله سالم سعيد سعد خوار         |
| 12      | معيذر                | محمد علي محمد الحمر العزبة         |
| 13      | فريج المرة           | محمد حمد محمد العتان المري         |
| 14      | الريان الجديد        | محمد محمود شافي الشافي             |
| 15      | الغرافة              | مبارك فريش مبارك صالح السالم       |
| 16      | بني هاجر             | محمد صالح راشد الخيرين الهاجري     |
| 17      | الخريطيات            | علي ناصر عيسى الكعبي               |
| 18      | الصخامة              | مشعل عبدالله صقر ذياب النعيمي      |
| 19      | أم صلال محمد         | حمد هادي حمد البريدي المري         |
| 20      | الوكرة               | منصور احمد يوسف محمد الخاطر        |
| 21      | طريق سلوى            | نايف علي محمد الأحبابي             |
| 22      | روضة راشد            | خالد عبدالله محمد الغالي المري     |
| 23      | الشحانية             | محمد ظافر محمد المفقي الهاجري      |
| 24      | الجميلية             | محمد فيصل مبارك العجب الشهواني     |
| 25      | الخور                | ناصر إبراهيم محمد عيسى المهندي     |
| 26      | الذخيرة              | محمد لحدان علي أبو جمهور المهندي   |
| 27      | مدينة الكعبان        | ربيع حمد عجلان العجلان الكعبي      |
| 28      | الغوارية             | سعيد مبارك سعيد علي الرشيدي        |
| 29      | الرويس               | ناصر حسن دندون الكبيسي             |